# Sainte-Colombe-sur-Loing
Sainte-Colombe-sur-Loing es una localidad y comuna francesa situada en la región de Borgoña, departamento de Yonne, en el distrito de Auxerre y cantón de Saint-Sauveur-en-Puisaye.

## Demografía
| 594 | 558 | 584 | 622 | 678 | 687 | 701 | 714 | 727 | 695 | 660 | 641 | 667 | 638 | 626 | 625 | 621 | 602 | 578 | 574 | 490 | 467 | 486 | 394 | 374 | 370 | 313 | 282 | 236 | 232 | 219 | 211 | 191 |
| Para los censos de 1962 a 1999 la población legal corresponde a la población sin duplicidades (Fuente: INSEE [Consultar]) |     |     |     |     |     |     |     |     |     |     |     |     |     |     |     |     |     |     |     |     |     |     |     |     |     |     |     |     |     |     |     |     |